# Giovanni Gnifetti
Don Giovanni Gnifetti (Alagna Valsesia, 3 aprile 1801 – Saint-Étienne, 4 dicembre 1867) è stato un alpinista e presbitero italiano.

## Biografia
Nato ad Alagna Valsesia il 3 aprile 1801 da Cristoforo Gnifetti e Anna Maria Ghigher, fu avviato dal padre allo studio e alla carriera ecclesiastica; dopo le scuole di base, studiò al seminario di Gozzano prima, e di Novara poi, dove fu ordinato sacerdote nel 1823; tornò quindi alla parrocchia di Alagna, dove fu prima cappellano, poi viceparroco; infine, nel 1834 fu nominato parroco di Alagna Valsesia, ruolo che ricoprì fino alla morte.
Nello stesso anno iniziò a frequentare il massiccio del Monte Rosa, sul quale si distinse per alcune prime ascensioni; l'obiettivo del parroco era di raggiungere una delle più alte vette della montagna, conosciuta oggi come Signalkuppe dagli svizzeri e come Punta Gnifetti dagli italiani, a 4559 metri d'altezza; tale vetta è ben visibile dal lato valsesiano del Monte Rosa e in particolare da Riva Valdobbia, essendo una delle più elevate del gruppo montuoso. Gnifetti fallì l'ascesa per tre volte, nel 1834, nel 1836 e nel 1839; nel 1836 la piccola spedizione composta dal parroco Gnifetti e da cinque compaesani giunse a 4480 metri, su un colle che prende il nome di colle Gnifetti; dovettero rinunciare all'assalto alla vetta per la mancanza delle accette necessarie a rompere il ghiaccio nel tratto finale. In compagnia di sette persone, di cui due portatori, il 9 agosto 1842 Gnifetti conquistò la vetta che porterà il suo nome, piantandovi una bandiera rossa: il "segnale" lasciato a testimonianza del raggiungimento della cima e dal quale deriva il nome tedesco della punta Gnifetti (Signal Kuppe, cioè Cima del segnale).
L'attività montana di don Gnifetti non si limitò alle escursioni; era infatti anche un appassionato di scienze naturali in senso lato e compì diverse osservazioni notevoli, tra cui una campagna di misurazioni del ghiacciaio della Sesia all'alpe di Bors; le sue esperienze furono raccolte in un libro, Nozioni topografiche del Monte Rosa, che ebbe vasta diffusione e contribuì a creargli, presso il nascente ambiente turistico-alpinistico internazionale, la fama di esperto del Monte Rosa.

## Opere
- Giovanni Gnifetti, Nozioni topografiche del Monte Rosa ed ascensioni su di esso, 2ª ed., Novara, Enrico Crotti, 1858. URL consultato il 5 agosto 2024. Ospitato su Google Libri.
- Giovanni Gnifetti, Nozioni topografiche del Monte Rosa ed ascensioni su di esso, in Rivista delle Alpi, degli Appennini  e vulcani, Torino, G. Cassone e Comp., 1866,  pp. 437-464. URL consultato il 3 agosto 2024.

## Riconoscimenti
Nel 1856 fu insignito della croce di cavaliere dell'Ordine dei Santi Maurizio e Lazzaro per un motu proprio dell'allora re di Sardegna Vittorio Emanuele II, e nel 1865 il Club Alpino Italiano lo nominò socio onorario. Alla sua memoria è stata dedicata la punta da lui salita in prima ascensione, appunto la punta Gnifetti. Sulla sua sommità sorge oggi la capanna Regina Margherita, il più alto rifugio d'Europa. A Giovanni Gnifetti è stato anche dedicato il rifugio Gnifetti, a 3647 metri, di proprietà del CAI di Varallo lungo il percorso classico per salire da Alagna Valsesia alla capanna Margherita oppure da Gressoney-Saint-Jean lato valdostano.